# Гудкоп, Макс
Макс Гудкоп (нидерл. Max Goedkoop; 7 ноября 1928, Амстердам — 11 апреля 2017) — нидерландский футболист, игравший на позиции правого полусреднего нападающего, выступал за амстердамские команды «Аякс» и «Де Волевейккерс».

## Биография
Родился в ноябре 1928 года в Амстердаме. Отец — Андрис Гудкоп, мать — Мария Хендрика Беньяменс. Оба родителя были родом из Амстердама, они поженились в июне 1903 года в Амстердаме — на момент женитьбы отец был рабочим-металлистом. В их семье воспитывалось ещё девять детей: пятеро дочерей и четверо сыновей.
В 1952 году перешёл в футбольный клуб «Аякс», до этого он играл за клуб «Блауэ Вогелс» в чемпионате Амстердамского футбольного союза. В сезоне 1952/53 начинал играть за второй состав «Аякса», где также выступали Вим Хёйс и Ян Дитмейер. За основной состав дебютировал 4 января 1953 года в товарищеском матче против «Де Волевейккерса», выйдя на замену вместо травмированного Рольфа Лезера. Первую игру в чемпионате Нидерландов провёл 25 января дома против ВСВ, сыграв на позиции правого полусреднего нападающего. В дебютном сезоне принял участие в пяти матчах чемпионата и забил один гол. 
В сезоне 1954/55 в составе резервной команды «Аякс 2» выиграл чемпионат среди резервистов, был капитаном команды. В общей сложности за три года Гудкоп сыграл в 8 матчах первенства Нидерландов, забив в них 1 гол — в основном играл за резервный состав. Летом 1955 года с группой игроков выставлялся на трансфер. В последний раз в составе «красно-белых» выходил на поле 19 мая 1956 года в матче против «Фортуны ’54». 
Летом 1956 года перешёл в другой амстердамский клуб — «Де Волевейккерс». В дебютной встрече 2 сентября забил гол в ворота АДО, который помог его команде сыграть вничью. В составе клуба он выступал на протяжении трёх лет. В июне 1959 года был выставлен на трансфер. 
В 1970-е годы играл за команду ветеранов Амстердама вместе с Бенни Мюллером и Гюс ван Хамом.
Женился в возрасте двадцати пяти лет — его супругой стала Нелтье Спел. Их брак был зарегистрирован 30 июня 1954 года.
Умер 11 апреля 2017 года в возрасте 88 лет.